# 朱漢華
朱漢華，MH（1950年—2005年2月24日），前香港東區區議會議員，代表北角堡壘選區。他在2003年區議會選舉中以一票之差敗於獨立候選人蔡世傳，其後法庭裁決一張問題選票作廢，令兩人票數相同，政府定於2005年3月重選該議席。
朱漢華原職是中華巴士的車長，而中華巴士公司的員工宿舍及北角車廠一直位於北角區內，過去十年一直都在北角堡壘選區服務，並代表民主建港聯盟及香港工會聯合會參選。不過，2005年這一次選舉卻不獲民建聯支持，而民建聯轉而支持區內另一位居民、親北京的福建中學老師、福建幫的洪連杉參選。為此，本籍非閩的朱漢華決定退黨，並以獨立候選人身份參選。後來在“洗樓”途中懷疑因為體力不支，導致中風，在2005年2月24日去世。選舉事務處其後表示，選舉將會如期舉行，而洪連杉最後在選舉中勝出。
朱漢華生前居於沙田大圍海福花園，於1999年曾經自動當選香港島東區區議會議員。

## 外部連結
- 蘋果日報：拉票勞累猝死　區會候選人朱漢華　為了選票賠了性命  [永久]
- 大公報：朱漢華洗樓中風不治
- 都市日報：區選失敗 前東區區議員朱漢華病逝[永久]
- 文匯報：區會候選人朱漢華猝逝
- 香港政府新聞網：東區區議會補選如期進行（页面存档备份，存于）
- 朱漢華在1123區議會選舉政綱